# Micro-région de Sümeg
La micro-région de Sümeg (en hongrois : sümegi kistérség) est une micro-région statistique hongroise rassemblant plusieurs localités autour de Sümeg.